# Agrostis truncata
Agrostis truncata é uma espécie de gramínea do gênero Agrostis, pertencente à família Poaceae.